# Eemland (streek)

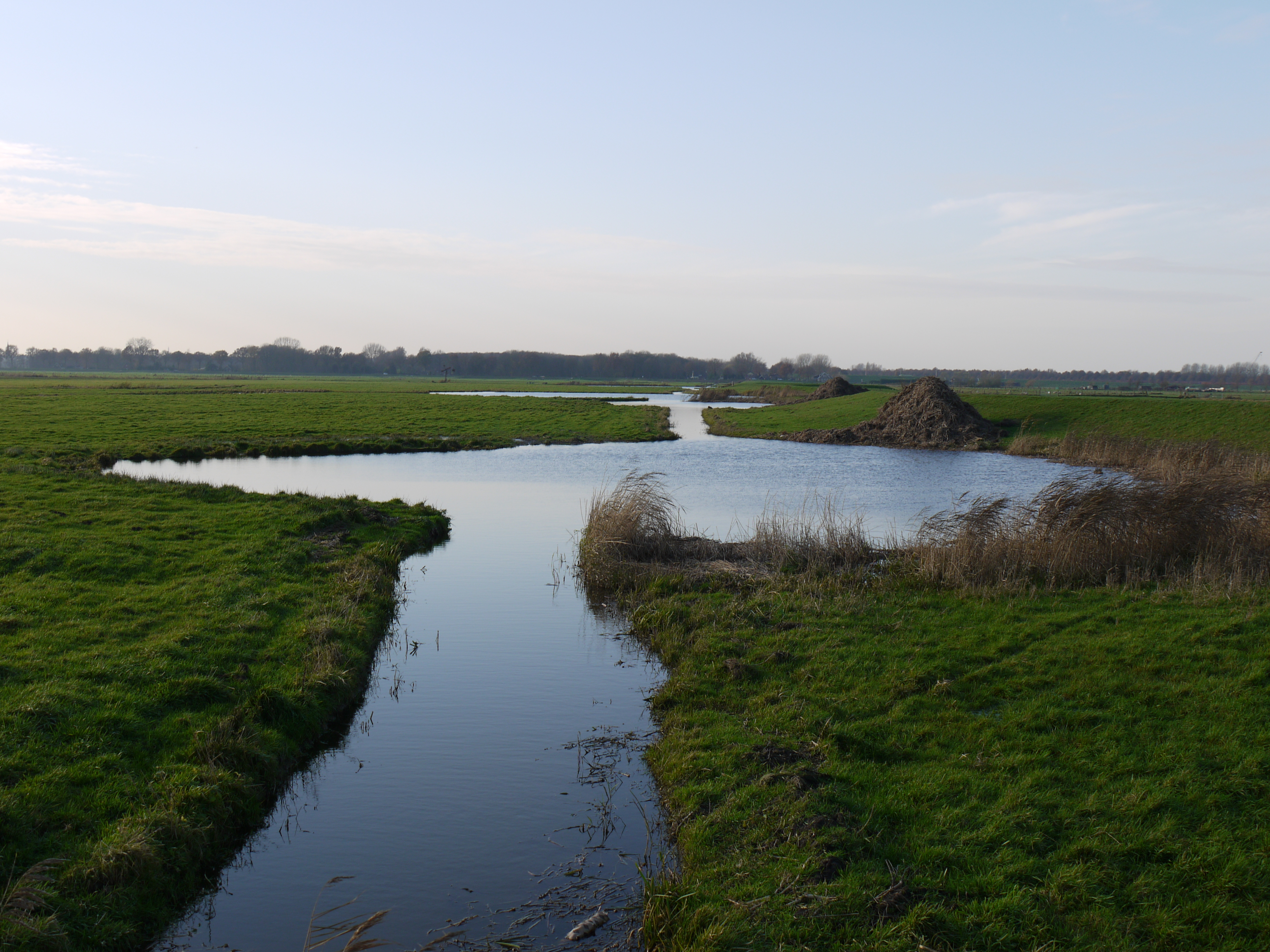
Waaien in het Eemland

Het Eemland is een streek in het noordoosten van de Nederlandse provincie Utrecht in het stroomgebied van de rivier de Eem. 
Het gebied strekt zich uit over de gemeenten Amersfoort, Baarn, Bunschoten, Eemnes, Leusden, Soest en Woudenberg. Deze gemeenten werken sinds 1969 op verschillende gebieden samen in het Gewest Eemland (waartoe tot 1974 ook de gemeente Hoogland behoorde die in dat jaar opging in Amersfoort en Bunschoten). 
Landschappelijk bestaat het noorden van het Eemland uit het open veenweidegebied van de Eemvallei. Het zuiden sluit aan op de Gelderse Vallei. De zuidwestelijke begrenzing is de Utrechtse Heuvelrug, die in tegenstelling tot het Eemland bosrijk is.
In 2005 zijn de waaien in Eemland door de provincie Utrecht en Natuurmonumenten benoemd tot aardkundig monument. Waaien, ook wel wielen genoemd, zijn met water gevulde gaten ontstaan na dijkdoorbraken. Op veel plaatsen zijn deze nog zichtbaar langs de dijken van de Eem. Om de waaien te beschermen moeten ze open gehouden worden.

## Eemlands dialect
Gewoonlijk worden de dialecten uit het oosten van het Eemland (Amersfoort, Leusden en Bunschoten) onder het Veluws gerekend en de westelijke (Soest, Eemnes) tot het Utrechts-Alblasserwaards. 
Feitelijk vormen de Eemlandse dialecten, met de dialecten van de westelijke Veluwe, het (oosten van het) Gooi, de Gelderse Vallei en Urk, een overgangsgroep van het Nedersaksisch naar het Hollands en andere westelijke (Nederfrankische) dialecten.